# Ichneumon favoniuse
Ichneumon favoniuse là một loài tò vò trong họ Ichneumonidae.